# Achal Prabhala

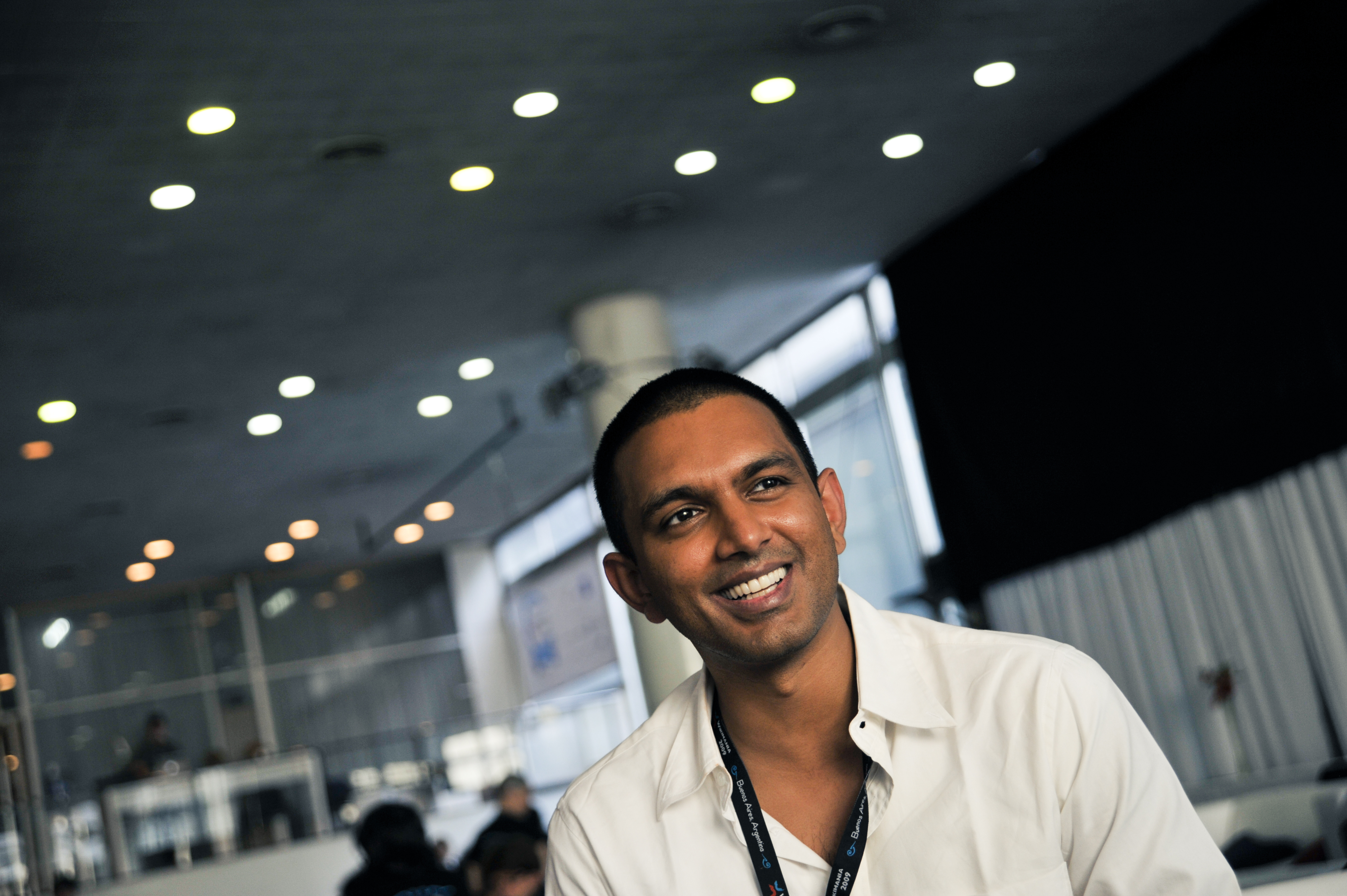
Achala Prabhala în Wikimania 2009

Achala Prabhala este un scriitor, cercetător și activist Indian, care locuiește în Bangalore (Karnataka). Este cunoscut în principal ca rezultat al muncii lor privind drepturile de proprietate intelectuală în domeniul medicinei și cunoștințe. Este, de asemenea, un membru al consiliului de administrație al Centrului pentru Internet și Societate (în limba engleză: Centre for Internet and Society) și consiliul consultativ a Fundația Wikimedia.